# Antoni Gąsiorowski (historyk)
Antoni Gąsiorowski (ur. 24 listopada 1932 w Poznaniu) – polski historyk mediewista, profesor nauk humanistycznych, członek krajowy korespondent Polskiej Akademii Umiejętności.

## Życiorys
Syn Stefana. Maturę uzyskał w poznańskim Gimnazjum im. Karola Marcinkowskiego. W latach 1950–1953 studiował historię na Uniwersytecie im. Adama Mickiewicza w Poznaniu. Egzamin magisterski, ze względów na poglądy polityczne, zdał w trybie eksternistycznym na seminarium prof. Kazimierza Tymienieckiego w 1959. Pracę rozpoczął w 1958 w poznańskim ratuszu będącym oddziałem Muzeum Narodowego. W 1962 związał się z Polską Akademią Nauk, początkowo pracując w Zakładzie Słowianoznawstwa, a następnie w Instytucie Historii, obejmując kierownictwo Pracowni (później Zakładu) Słownika Historyczno-Geograficznego Ziem Polskich w Średniowieczu. Tytuł profesora nadzwyczajnego uzyskał w 1978, zwyczajnego w 1990.
Działacz Poznańskiego Towarzystwa Przyjaciół Nauk od 1967, gdy został członkiem Komisji Historycznej. W latach 1970–1975 był sekretarzem Komisji, w latach 1981–1984 pełnił funkcję sekretarza generalnego Towarzystwa, zaś w roku 1987 został jego prezesem i pozostawał nim do roku 1996. W 1997 otrzymał tytuł honorowego członka PTPN.

## Wybrane publikacje
- Powiat w Wielkopolsce XIV–XVI wieku: z zagadnień zarządu terytorialnego i podziałów Polski późnośredniowiecznej (1965)
- Urzędnicy zarządu lokalnego w późnośredniowiecznej Wielkopolsce (1970)
- Starostowie wielkopolskich miast królewskich w dobie jagiellońskiej (1981)
- Słownik historyczno-geograficzny województwa poznańskiego w średniowieczu (1980–1981)
- Notariusze publiczni w Wielkopolsce schyłku wieków średnich: katalog admisji w Gnieźnie i w Poznaniu (1420–1500) (1993)
- Itinerarium króla Władysława Jagiełły 1386–1434 (2015)
- Państwo i społeczeństwo późnośredniowiecznej Polski (2022)

## Ordery i odznaczenia
- Krzyż Oficerski Orderu Odrodzenia Polski (30 października 1998)[2]
- Złoty Krzyż Zasługi[5]
- Medal Bene Merentibus za wybitne zasługi dla Poznańskiego Towarzystwa Przyjaciół Nauk (2022)[5][6]
- Odznaka honorowa „Za zasługi dla województwa wielkopolskiego” (2022)[7]

## Nagrody
- Nagroda Lednickiego Orła Piastowskiego, przyznana przez Zarząd Województwa Wielkopolskiego (24 kwietnia 2016)[3]